# 鈴木悠二
鈴木 悠二（すずき ゆうじ、1986年6月7日 - ）は、日本の元男子バレーボール選手、指導者。

## 来歴
静岡県浜松市出身。友人に誘われて中学1年次からバレーボールを始めた。聖隷クリストファー高等学校を経て、筑波大学に進学。2006年度にインターンとしてつくばユナイテッドSun GAIAに参加。同学卒業後、2009年に地元静岡県の東レアローズに入団。
2009-2010年Vプレミアリーグではレギュラーラウンドからリリーフサーバーで出場した。
2010年、日本代表登録メンバーに初選出された。
2019年、ミドルブロッカーに転向。
最後の数年はリリーフサーバーで出場することが多く、強烈なサーブで何度もサービスエースを取りチームを救った。2020年にはVリーグ機構の選手間投票による「スーパーサブ部門」1位に選ばれた。
2022年、4月30日-5月5日に開催された第70回黒鷲旗全日本男女選抜大会をもって現役を引退した。引退後に東レアローズ女子のコーチに就任した。

## 球歴・受賞歴
- 日本代表 - 2010年、2017年

## 所属チーム
- 浜松市立湖東中学校
- 聖隷クリストファー高校
- 筑波大学、つくばユナイテッドSun GAIA
- 東レアローズ（2009-2022年）